# Mariella Venter
Pour les articles homonymes, voir Venter (homonymie).
Mariella Venter, née le 10 janvier 2000, est une nageuse sud-africaine. 

## Carrière
Mariella Venter obtient la médaille d'or des 100 et 200 mètres dos ainsi que des relais 4 x 100 mètres quatre nages et 4 x 100 mètres quatre nages mixte aux Championnats d'Afrique de natation 2016 à Bloemfontein.